# Ortiz Morales
Ortíz Morales, Jesús Manuel (Málaga 24/1/1959) es un compositor ruidista y experimental español. Alias: Ommalaga

## Trayectoria profesional

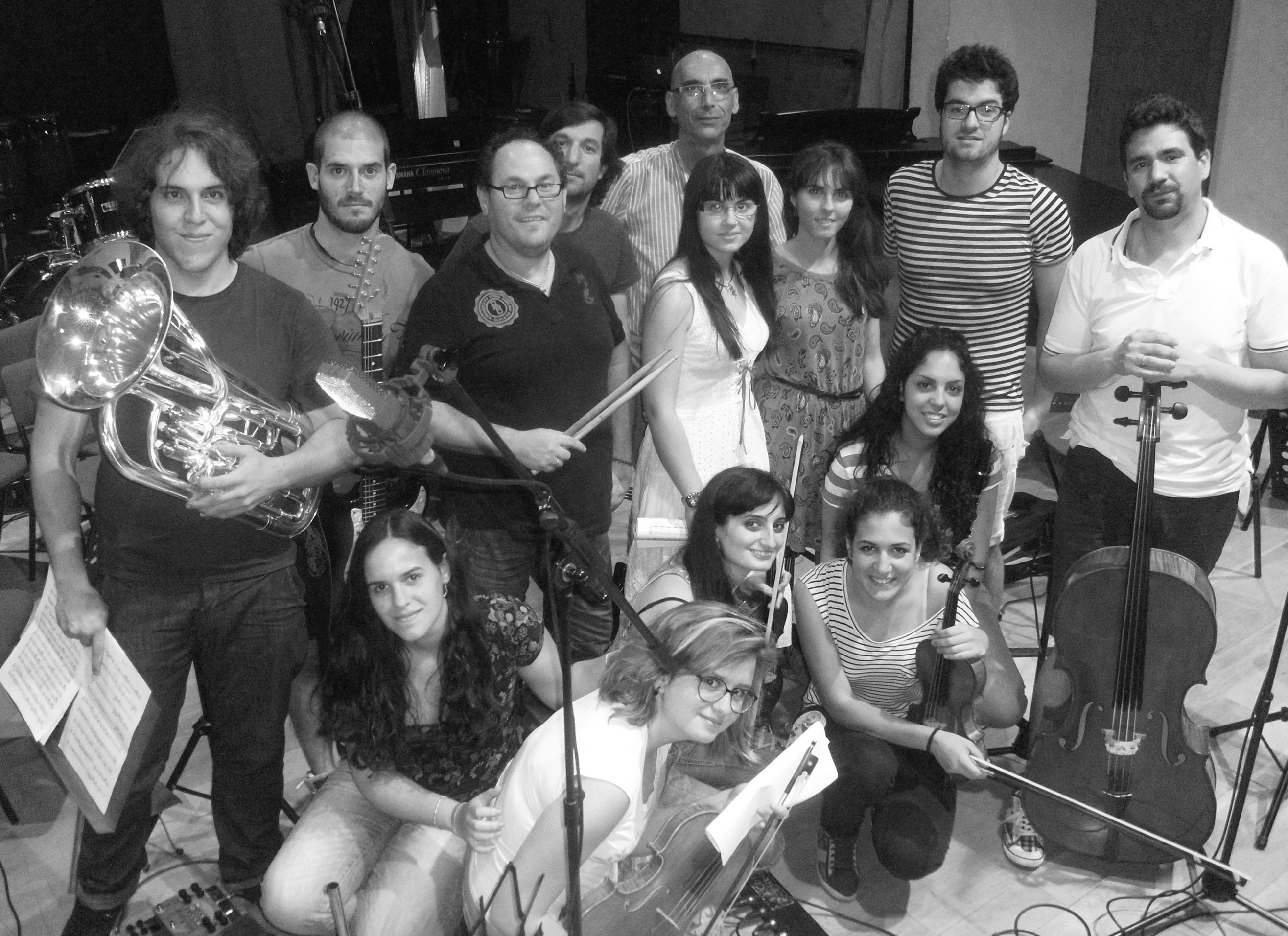
Ortiz Morales & KinematikoM (2012)

Músico experimental, productor audiovisual e investigador académico, con un relativamente amplio catálogo de discos de experimentaciones sonoras (5). Ha sido director de los talleres de Música contemporánea del CSMM varios años, director del laboratorio digital ATI-Gabirol Lab.y fundador del ensemble cinemático KinematikoM. Doctor en Comunicación Audiovisual, con especialización en la reconstrucción de contextos sonoros del sincronismo audiovisual futurista y dadaísta. Tesis en arqueotecnología (El synchrociné de Charles Delacommune. UMA2012) y tesina en reconstrucciones cinemáticas (Le ballet mecanique el y el synchrociné. UMA2008). Ha sido catedrático int. en los Conservatorios superiores de Córdoba, Granada y Málaga (Armonía, Formas musicales y Talleres de Música Contemporánea, respect.). Trayectoria algo compleja: primera etapa como músico de rock (grupos Tabletom y Veneno), otra corta como músico sinfónico y minimalista (orquesta joven CSMM, orquesta sinfónica de Málaga) y otra final, más dilatada, desde aprox. 1998 en los estilos de la electroacústica y, sobre todo, el ruidismo y la música concreta. Incluido por la SGAE en la antología de autores electroacústicos 2002-2003. por su obra Kish. Diversas conferencias y obras de divulgación sobre futurismo.Productor independiente desde 1982 con la productora alternativa Ommalaga Prod. dedicada a audiovisuales experimentales y medios de divulgación y pedagogía musicales; entre otros, algunos programas informáticos (sistema digital de cifrado musical Rameau). Ha realizado trabajos o sintonías para diversos medios como RTVE (serie Brigada Central), RNE, RTVA, Canal Sur o Metro-Málaga. También ha desarrollado trabajos en Infografía reconstructiva. Está en posesión de uno de los premios Eduardo Ocón de la Diputación de Málaga. De su etapa inicial, con trabajos para la RCA y CBS, quizás lo más destacable sean los discos Mezclalina, y Algo tuyo. De su etapa reciente, posiblemente la reconstrucción audiovisual canónica de la película de 1924 Ballet mécanique.

## Discografía
- (1980) Mezclalina Tabletom Canterbury rock
- (1981) Recuerdos del futuro Tabletom Rock
- (1982) Rayya Tabletom  Rock
- (1985) Algo tuyo Veneno  Rock
- (1987) Pequeño salvaje Kiko Veneno Rock
- (2000) Música contemporánea            (Música de cámara)
- (2003) Antologia Electroacústica       (Música electroacústica)

En solitario
- (1994)   Música Inútil   (Música minimalista y experimental)
- (1999)    Abzu   (Música electroacústica / Ruidismo)
- (2005)   Dilmún  (Música neofuturista mixta)
- (2009)   Ki     (Música neofuturista y electroacústica)
- (2015)   Ea  (Musica Experimental. Noise Music)
- (2016)   Sirrush   (Ruidismo. Técnicas mixtas)
- (2017)   Irkalla   (Ruidismo. Música concreta)
- (2020)   Sumer    (Hard Noise. Ruidismo extremo)
- (2022)   Interlingua Musical (Avant-garde.Soft Noise. Concrete music)
- (2023)   Moloch    (Avant-garde.Experimental Noise. Concrete music)
- (2023)   Grandes Fracasos Recopilación.  (Noise. Experimental. Concrete music)
- (2024)   AI (Dingir)	(Oppressive music: Ruidismo & Industrial)